# Saint-Antoine (Gers)
Saint-Antoine – miejscowość i gmina we Francji, w regionie Oksytania, w departamencie Gers.
Według danych na rok 1990 gminę zamieszkiwało 166 osób, a gęstość zaludnienia wynosiła 17 osób/km² (wśród 3020 gmin regionu Midi-Pireneje Saint-Antoine plasuje się na 897. miejscu pod względem liczby ludności, natomiast pod względem powierzchni na miejscu 1106.).